# Бильд, Харри
Харри Свен-Олоф Бильд (18 декабря 1936, Векшё — 16 января 2025, Векшё) — шведский футболист, играл на позиции нападающего. Лучший шведский футболист 1963 года, обладатель шведского спортивного звания Stor Grabb (дословно — «большой мальчик») 1962 года.

## Биография
В профессиональном футболе дебютировал в 1956 году, выступая за команду «Норрчёпинг». Уже через год он стал лучшим бомбардиром чемпионата Швеции. Провёл в составе «Норрчёпинг» восемь сезонов, приняв участие в 175 матчах чемпионата. Большую часть времени, проведённого в составе «Норрчёпинг», был основным игроком атакующего звена команды и одним из её главных бомбардиров, имея среднюю результативность на уровне 0,69 гола за игру первенства.
В течение 1964—1965 годов защищал цвета швейцарского «Цюриха».
В 1965 году присоединился к «Фейеноорду». Сыграл за команду из Роттердама следующие два сезона своей игровой карьеры. Играя в составе «Фейеноорда», также преимущественно выходил на поле в основном составе команды. В новом клубе также был среди лучших бомбардиров, отличаясь забитым голом в среднем не менее чем в каждой второй игре чемпионата.
Завершил профессиональную игровую карьеру на родине, в клубе «Эстер», за который выступал на протяжении 1968—1973 годов.
В 1957 году дебютировал в официальных матчах в составе национальной сборной Швеции. В течение карьеры в национальной команде, которая длилась 12 лет, провёл в форме Швеции 28 матчей, забив 13 голов.
Харри Бильд умер от рака 16 января 2025 года.